# الکساندرا پولووفسکا
الکساندرا پولووفسکا (لهستانی: Aleksandra Popławska؛ زادهٔ ۱۷ مارس ۱۹۷۶) بازیگر اهل لهستان است.
از فیلم‌ها یا مجموعه‌های تلویزیونی که وی در آن‌ها نقش داشته‌است، می‌توان به فرصت دوباره، تستوسترون، یخ‌ژاله، صفر، کلانگور، سال‌های شیرین، مرز، قانون حقیقی، صد سال خاندان وینیخ، بلفر، رنگ‌های خوشبختی، دوستان، هتل ۵۲، در خوشی و سختی و در خیابان سپولنی اشاره نمود.